# Sítios de arte rupestre do Vale do Tejo

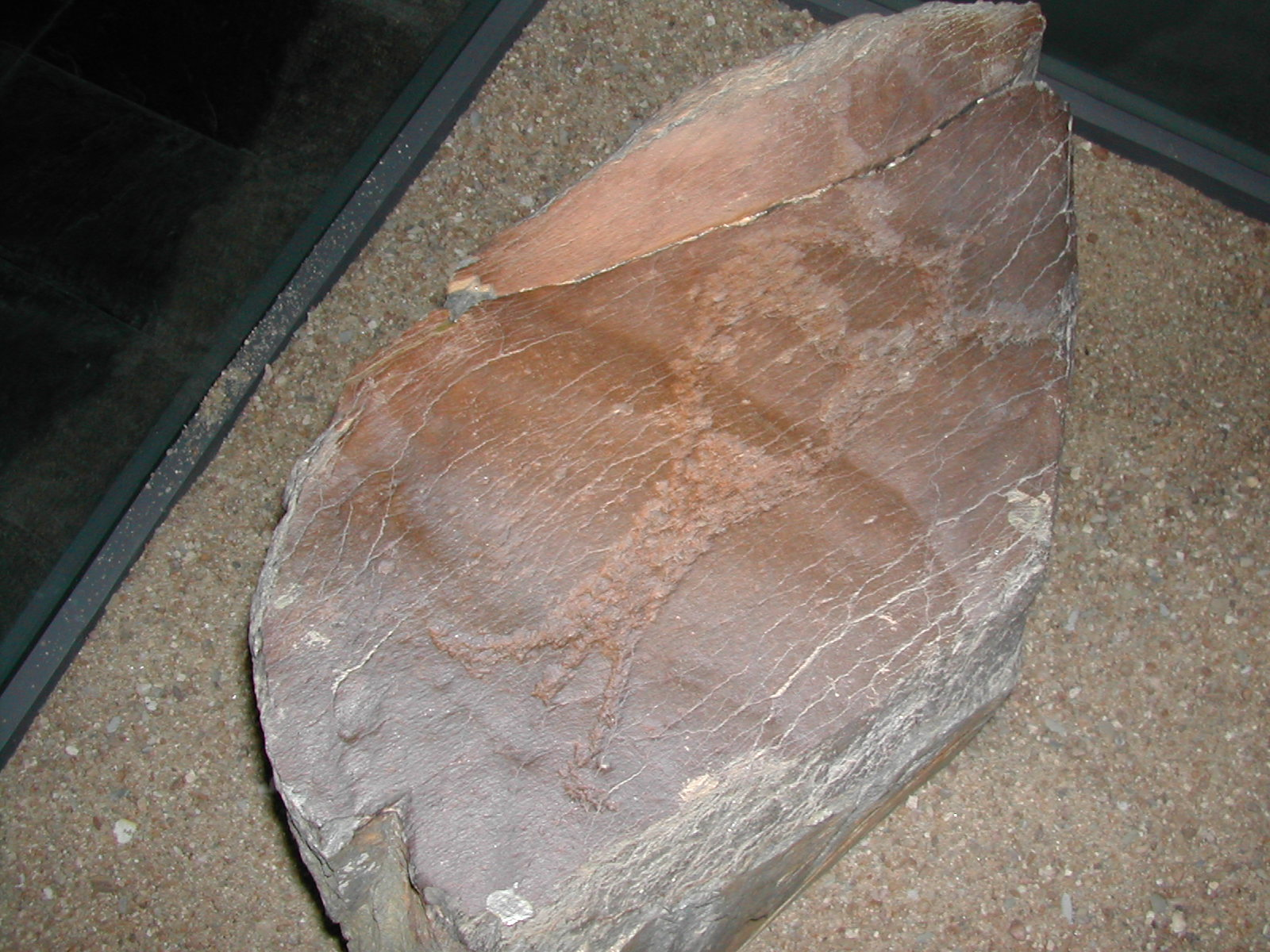
Gravura antropomórfica exposta em Vila Velha de Ródão

Os sítios de arte rupestre do Vale do Tejo situam-se ao longo das margens dos rios Tejo e Ocreza, nos municípios de Vila Velha de Ródão, Nisa e Mação, formando o maior complexo de arte rupestre da Península Ibérica, composto por cerca de 40.000 gravuras, a maioria compreendidas entre o Neolítico antigo e a primeira Idade do Bronze.
As gravuras foram identificadas em 1971, poucos anos antes da conclusão da barragem de Fratel e da consequente submersão de muitos núcleos de gravuras.
A generalidade das gravuras foram obtidas por picotagem sobre superfícies sub-horizontais do substrato xisto-grauváquico.
As gravuras representam essencialmente símbolos geométricos, embora também se encontrem representações antropomórficas e zoomórficas.

## Principais núcleos de arte rupestre
Foram identificados 10 núcleos de arte rupestre, distribuindo-se ao longo de 40 km, nas duas margens do Tejo. São eles, da nascente para jusante:
- Cachão de São Simão, Nisa
- Alagadouro (submerso), Nisa
- Lomba da Barca (submerso), Nisa
- Cachão do Algarve (submerso), Vila Velha de Ródão
- Ribeira do Ficalho (submerso), Nisa
- Fratel (submerso), Vila Velha de Ródão
- Chão da Velha (submerso), Nisa
- Silveira (submerso), Vila Velha de Ródão
- Gardete, Vila Velha de Ródão
- Rio Ocreza, Mação